# Gai Senti Saturní (cònsol any 19 aC)
Gai Senti Saturní (en llatí Caius Sentius Saturninus) va ser un magistrat romà que va viure al segle i aC.
Va ser un dels personatges notables que va abandonar a Sext Pompeu i es va passar a Octavi August l'any 35 aC. Sembla ser el mateix Senti Saturní Vetulió que va ser proscrit pels triumvirs el 43 aC i es va escapar amb Gneu Pompeu Magne a Sicília. August el va recompensar amb el consolat que va exercir l'any 19 aC amb Quint Lucreci Vespil·ló. En el seu període es va oposar als projectes sediciosos de Marc Egnaci Ruf.
Després va ser procònsol a Àfrica i l'any 7 va ser nomenat governador de Síria, i Flavi Josep el menciona com a legatus Augusti pro praetore entre els anys 9 aC i 6 aC), i diu que va estar present en el judici d'Herodes el Gran on va condemnar els seus fills Alexandre i Aristòbul. El va succeir en el càrrec Publi Quintili Var i després d'aquest va tornar a exercir breument el càrrec, sobre l'any 4 aC. Flavi Josep també diu que al seu govern va estar acompanyat per tres fills seus que tenien el càrrec de legats, dos dels quals, Gai Senti Saturní i Gneu Senti Saturní també van ser cònsols.
Vel·lei Patercul diu que entre els anys 4 i 6 aC va lluitar a Germània al costat de Tiberi, i que va aconseguir un triomf.